# Villafeliche

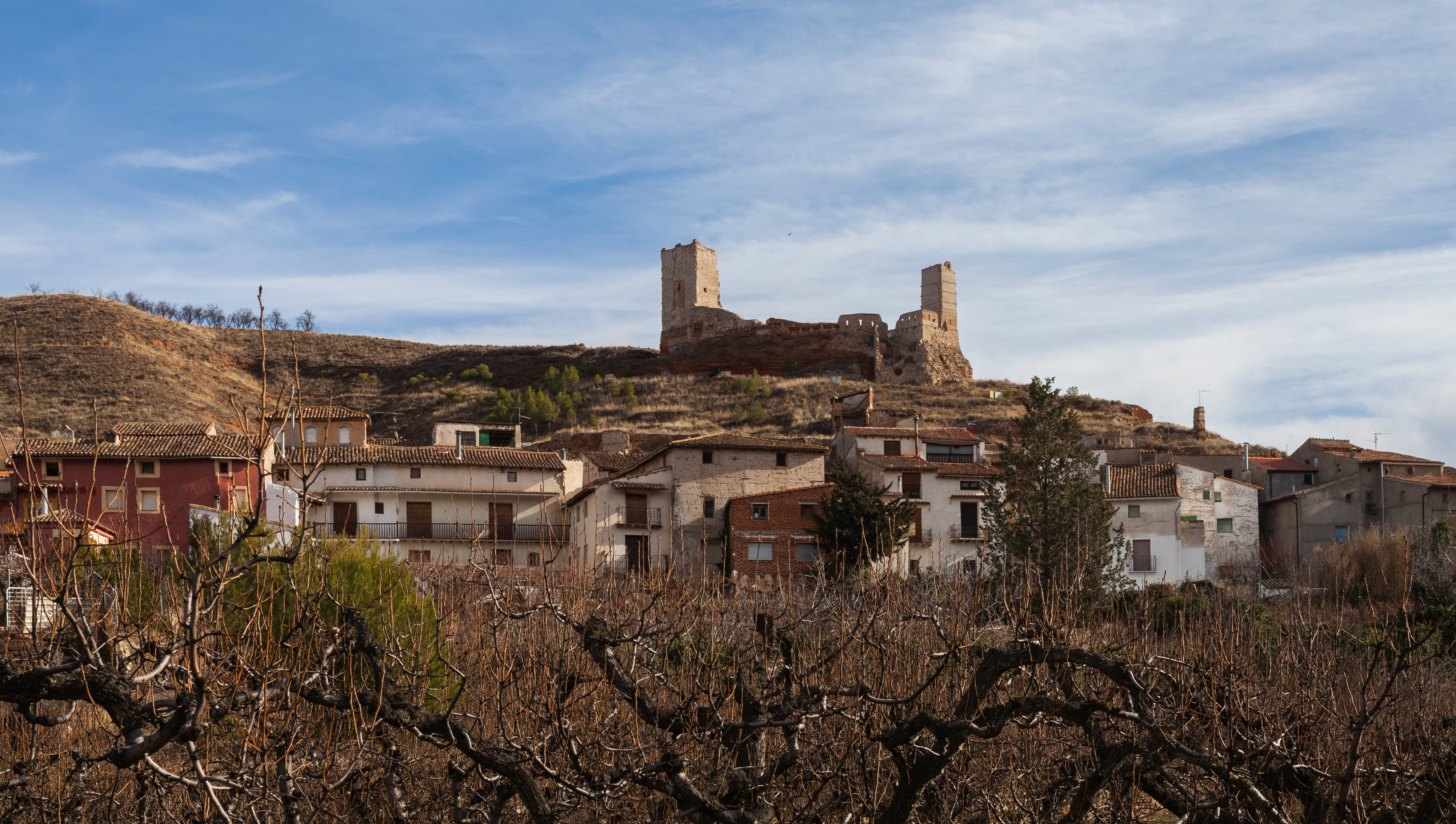
El castillo

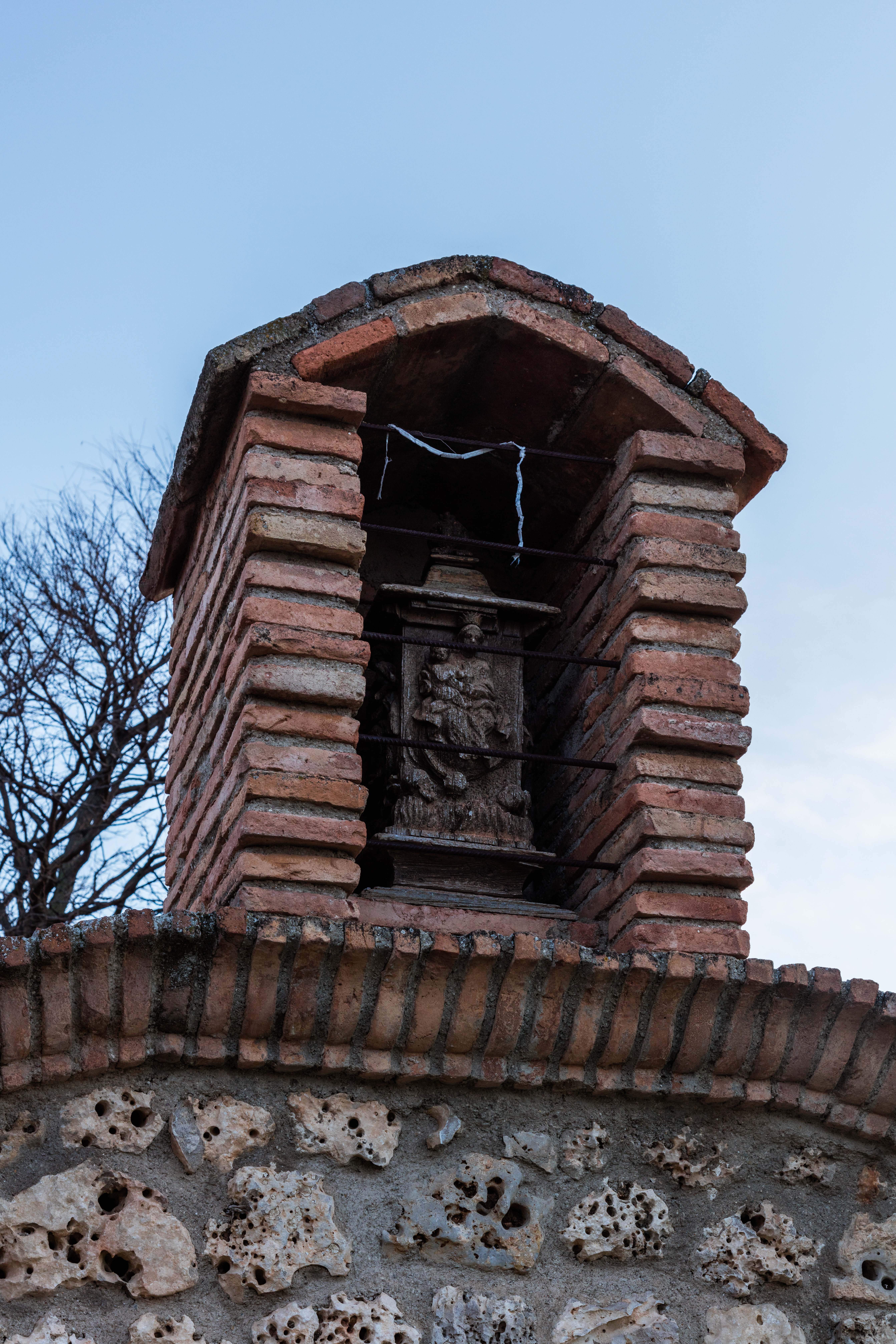
Peirón de la Virgen del Carmen

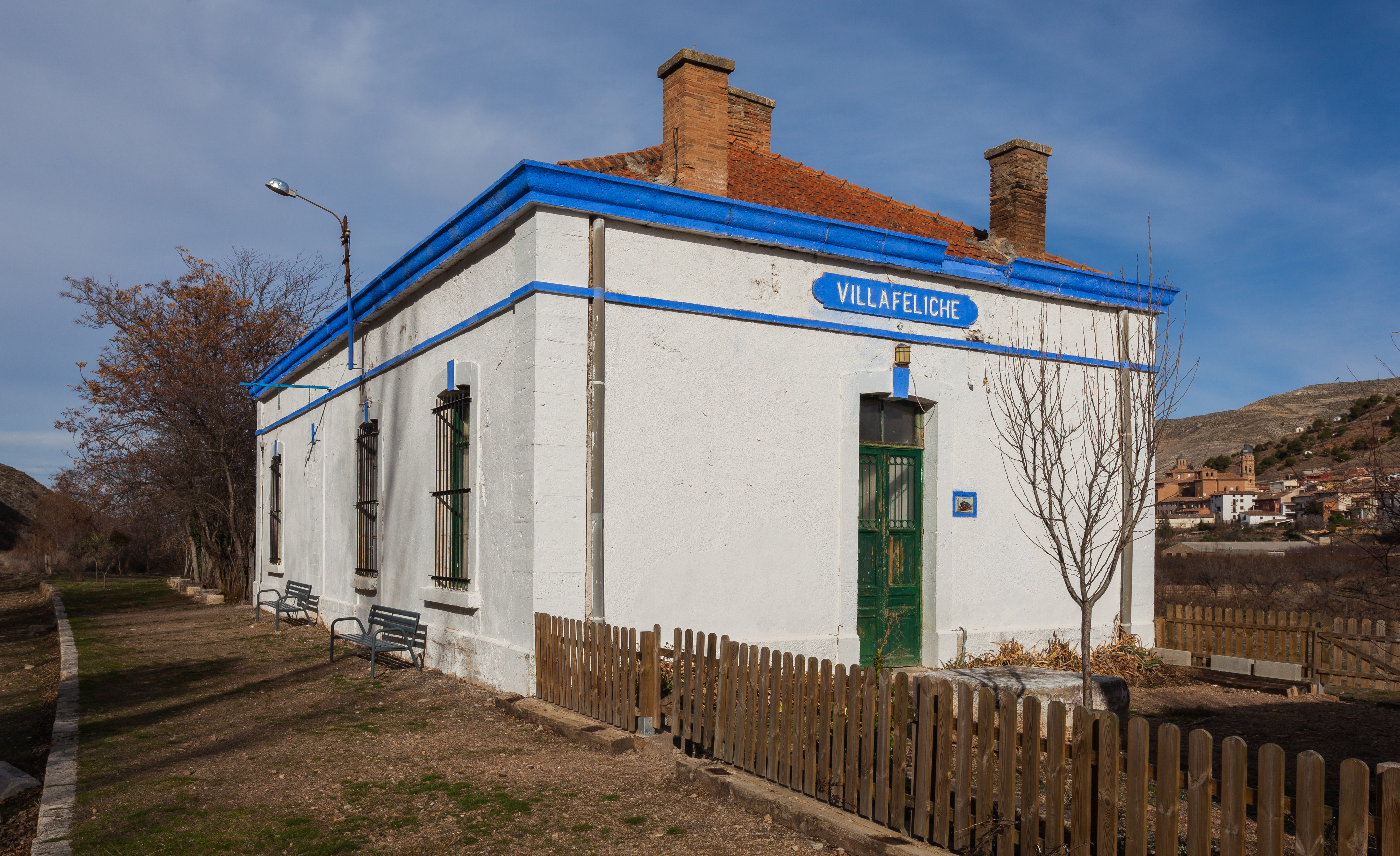
Estación de FF.CC.

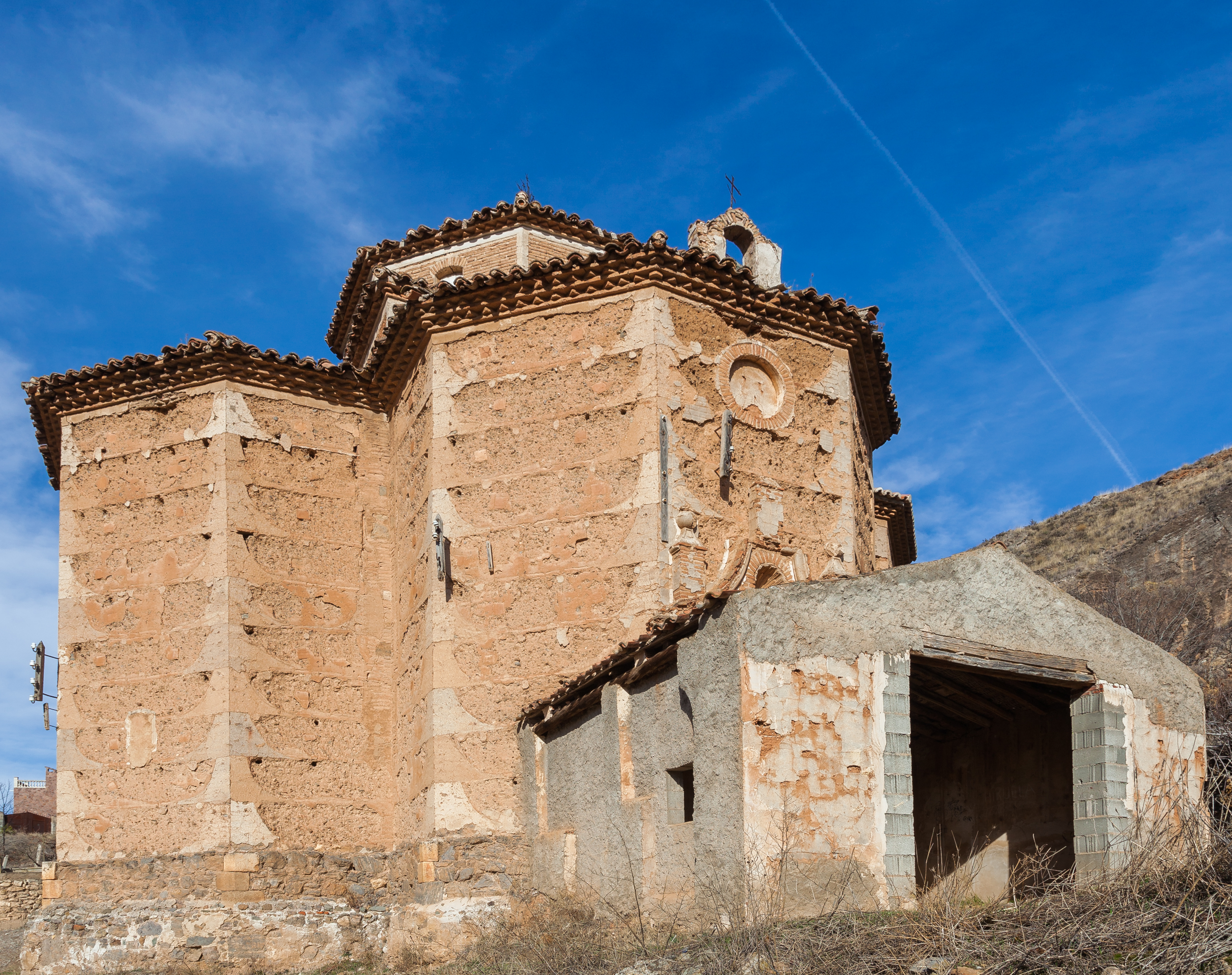
Ermita de San Roque

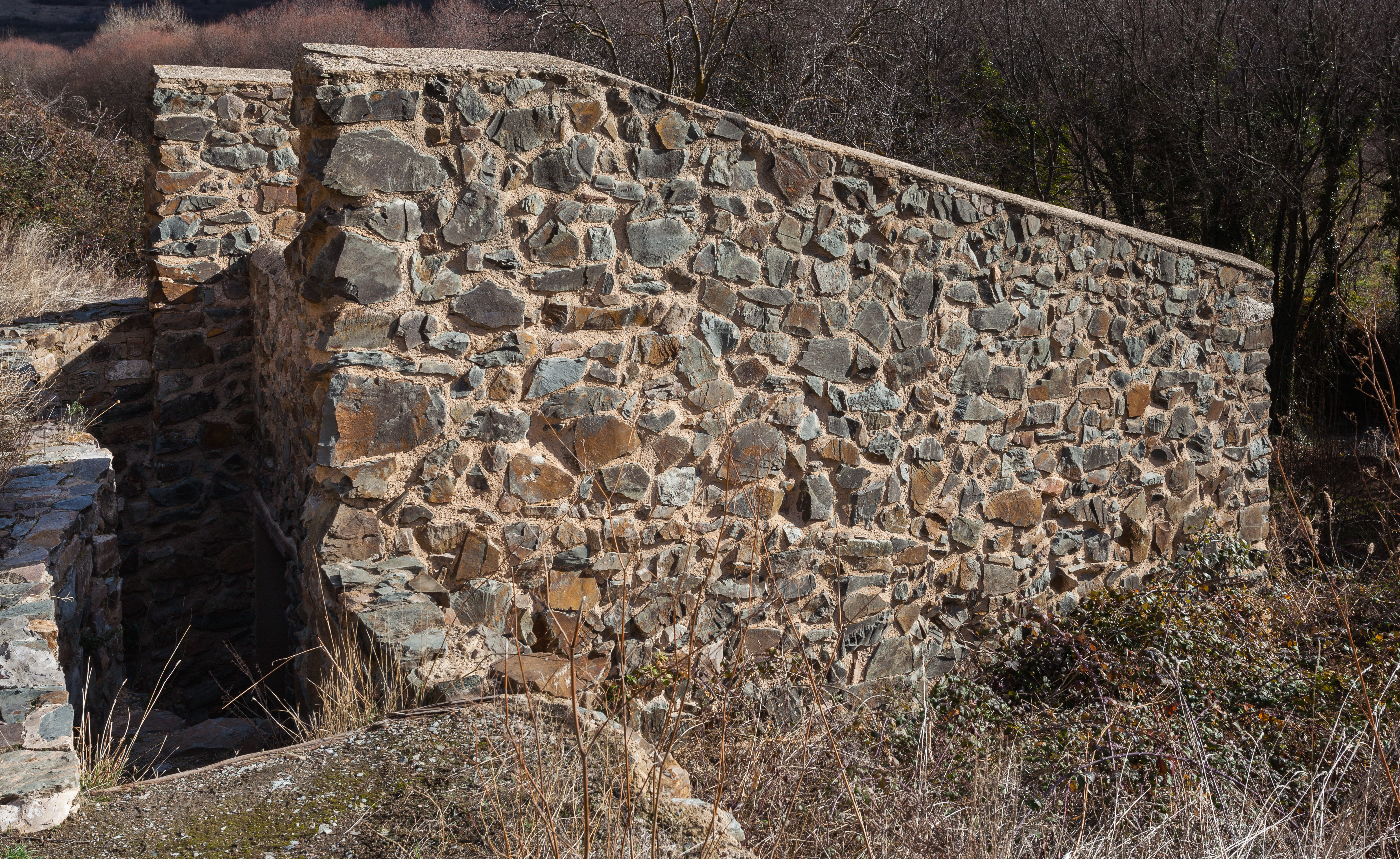
Antiguos molinos de Polvorín

Villafeliche es una localidad y municipio español de la provincia de Zaragoza perteneciente a la comarca de la Comunidad de Calatayud, comunidad autónoma de Aragón. Tiene un área de 22,32 km² con una población de 159 habitantes (INE 2024) y una densidad de 7,07 hab/km².
Villa de la provincia de Zaragoza, a 94 kilómetros de la capital. Situada en la depresión longitudinal Calatayud-Daroca (Sistema Ibérico), junto al río Jiloca, a 724 metros de altitud. Temperatura media anual, 12,3 grados C. Precipitación anual, 430 mm. Población: en 1999, 254 habitantes; en 1900, 1364 habitantes; en 1950, 846 habitantes.

## Geografía
Integrado en la comarca de Comunidad de Calatayud, se sitúa a 92 kilómetros de Zaragoza. El término municipal está atravesado por la carretera nacional N-234, entre los pK 231 y 236. 
El relieve del municipio está definido por el valle escarpado del río Jiloca que se extiende entre un altiplano del Sistema Ibérico al este y la sierra de Atea al oeste. La altitud oscila entre los 970 metros al este, en la sierra de Atea, y los 670 metros a orillas del río Jiloca. El pueblo se alza a 724 metros sobre el nivel del mar. 
| Noroeste: Montón | Norte: Montón | Nordeste: Miedes de Aragón      |
| Oeste: Atea      |               | Este: Miedes de Aragón y Murero |
| Suroeste: Atea   | Sur: Murero   | Sureste: Murero                 |

## Demografía
Villafeliche cuenta con una población de 159 habitantes (INE 2024).
| Gráfica de evolución demográfica de Villafeliche entre 1842 y 2021                                                  |
| |
| Población de derecho según los censos de población del INE Población de hecho según los censos de población del INE |

## Administración y política
| 1979-1983 | Jesús Sebastián Viota | UCD  |  |  |
| 1983-1987 | Agustín Caro Esteban  | PSOE |  |  |
| 1987-1991 | Agustín Caro Esteban  | PSOE |  |  |
| 1991-1995 | Agustín Caro Esteban  | PSOE |  |  |
| 1995-1999 | Agustín Caro Esteban  | PSOE |  |  |
| 1999-2003 | Agustín Caro Esteban  | PSOE |  |  |
| 2003-2007 | Agustín Caro Esteban  | PSOE |  |  |
| 2007-2011 | Agustín Caro Esteban  | PSOE |  |  |
| 2011-2015 | Agustín Caro Esteban  | PSOE |  |  |
| 2015-2019 | Agustín Caro Esteban  | PSOE |  |  |

| Partido político    | Partido político                                   | 2003   | 2007   | 2011   | 2015   |
| Partido político    | Partido político                                   | Ediles | Ediles | Ediles | Ediles |
|                     | Partido de los Socialistas de Aragón (PSOE-Aragón) | 5      | 5      | 5      | 5      |
|                     | Partido Popular de Aragón (PP)                     | —      | —      | —      | —      |
|                     | Partido Aragonés (PAR)                             | —      | —      | —      | —      |
|                     | Chunta Aragonesista (CHA)                          | —      | —      | —      | —      |
|                     | Izquierda Unida (IU)                               | —      | —      | —      | —      |
| Total de concejales | Total de concejales                                | 5      | 5      | 5      | 5      |

## Patrimonio

### Reales fábricas de pólvora de Villafeliche
«Arde mejor que la pólvora de Villafeliche»: este dicho popular difundió el nombre del municipio zaragozano, conocido también como «el pueblo de la pólvora». Prueba de ello es que en el año 1764 había en funcionamiento 165 molinos polvoreros y en el año 1800 unos 200. El conjunto formaba las Reales Fábricas de Pólvora (Villafeliche).
La producción se inicia ya en el siglo XVI y se fundamenta en la fuerza motriz del propio Jiloca, en el salitre de Épila, en el azufre procedente de las minas de Teruel y en el carbón vegetal, que elaboraban los propios vecinos.
Tras cumplir un papel fundamental en los Sitios de Zaragoza durante la Guerra de la Independencia, en 1830 el rey Fernando VII cerró sus Reales Fábricas, y sumió a Villafeliche en una paulatina decadencia. Durante más de un siglo numerosos vecinos continuaron este negocio de forma clandestina hasta que en 1964 dejó de funcionar el último de sus molinos.
Los molinos de pólvora conforman en la actualidad un paisaje preindustrial de suma importancia patrimonial que, por su extensión geográfica y la complejidad del proceso productivo, todavía trasluce su pasada trascendencia económica, social y estratégica.
Cada molino era una construcción de planta rectangular de unos 6 metros cuadrados. El conjunto se completaba con otras dependencias como almacenes, oficinas, puesto de guardia y edificios en preparación de la pólvora y el molino harinero.
El ayuntamiento decidió restaurar uno de ellos y, con el apoyo de paneles explicativos, podemos observar la peculiar maquinaria con la que se llevaban a cabo las tareas de machacado y pavonado.

### Castillo de Villafeliche
La localidad de Villafeliche, cuenta con un castillo que data del siglo XIII-XIV, aunque parece ser que hubo uno anterior que durante la época musulmana fue conquistado por Alfonso I en 1121.
La edificación cuenta con planta trapecio rectangular y con una robusta torre del homenaje en uno de sus extremos y otros dos torreones que protegen la subida al mismo.

### Calvario
A la derecha del Castillo, podemos ver un sendero con pequeñas ermitas, algunas de ellas restauradas, que eran de uso privado y se utilizaban como panteones. Este tipo de construcción es única en Europa y hasta 1965 contaba con la autorización del Vaticano para realizar ahí enterramientos.

### Alfarería
Villafeliche tiene igualmente tradición como centro de alfarería popular. En la época de la pólvora la alfarería trabajaba en hacer vasijas para envasar la pólvora. Igualmente tuvo su importancia con la cerámica vidriada; con los colores azules de esta cerámica existen piezas importantes y colecciones interesantes, por el siglo XIX resurgió de nuevo la alfarería por la zona se cree donde en el siglo XVI estaban asentados los obradores de la zona de San Roque, en ellos se fabricaban cántaros, botijos, terrizas, orzas, cazuelas, pucheros, y demás cacharrería de uso doméstico. Otra zona con obradores fue a la entrada al pueblo, el barrio de San Antón, donde todavía se conserva la alfarería del "Tío Puchericos " con un horno árabe, balsas para fabricar el barro, tornos, etc. Y junto a él el alfar de Manuél Gil. L

### Agricultura
La vega de Villafeliche, regada por el río Jiloca, cuenta con gran variedad de árboles frutales que hacen del valle un lugar pintoresco por la variedad de floración y colorido.

## Patrimonio natural
En los alrededores de Villafeliche se encuentra el estratotipo del Aragoniense, un piso de la escala cronoestratigráfica del Mioceno continental para el sur de Europa. Está clasificado como Punto de Interés Geológico de Aragón con el número 84.

## Festividades
Las fiestas son en honor de San Marcos, San Juan y San Ignacio Delgado, y se celebran en agosto y en noviembre. Las fiestas de agosto (más duraderas y colectivas) se celebran a partir del primer domingo del mismo mes, variando así la fecha de las fiestas según el año.
Las fiestas de noviembre (más cortas), en honor de san Ignacio Delgado, se suelen celebrar a finales de la segunda quincena del mes, por lo que también varía la fecha exacta.

## Ciudades hermanadas
- Colfelice, Italia

## Personas destacadas
- Yahyà b. Muhammad b. Ibrâhim binî al-'Aziz (quizás Mohamed Rubio) (siglo XVI): Alfaquí. Autor de la 1.ª traducción del Corán al castellano que se conserva íntegra; el llamado "Corán de Toledo".
- Lorenzo Rillo Roy (1676-1729): Provincial Padre de la Provincia o Misión Jesuítica de los Guaraníes (Argentina, Paraguay y sur de Brasil)
- Antonio Campillo y Marzo (1690?-1750?): Farmacéutico, químico y botánico.
- Josef Pablo Romero y Rebollar (conocido como José de San Antonio) (1724-1778): Autor de diversas publicaciones eclesiásticas.
- Miguel Pedro Lapuerta y Chequet (siglo XVIII): Albéitar (veterinario).
- Ignacio-Clemente Delgado y Cebrián (1762-1838): Santo de la Iglesia católica.
- José Ibáñez García (conocido como Padre Consolación) (1769-1809): Héroe de los Sitios de Zaragoza.
- Saturnino García y García (1785-1849): Comandante del Ejército Realista en Chile.
- Florentino Ruz Gil "Tino" (1888-1975): Banderillero.
- Saturnino Francisco Gracia de Val (conocido como Francisco de Val) (1897-1984): Compositor.